# St-Jean-Bosco (Paris)

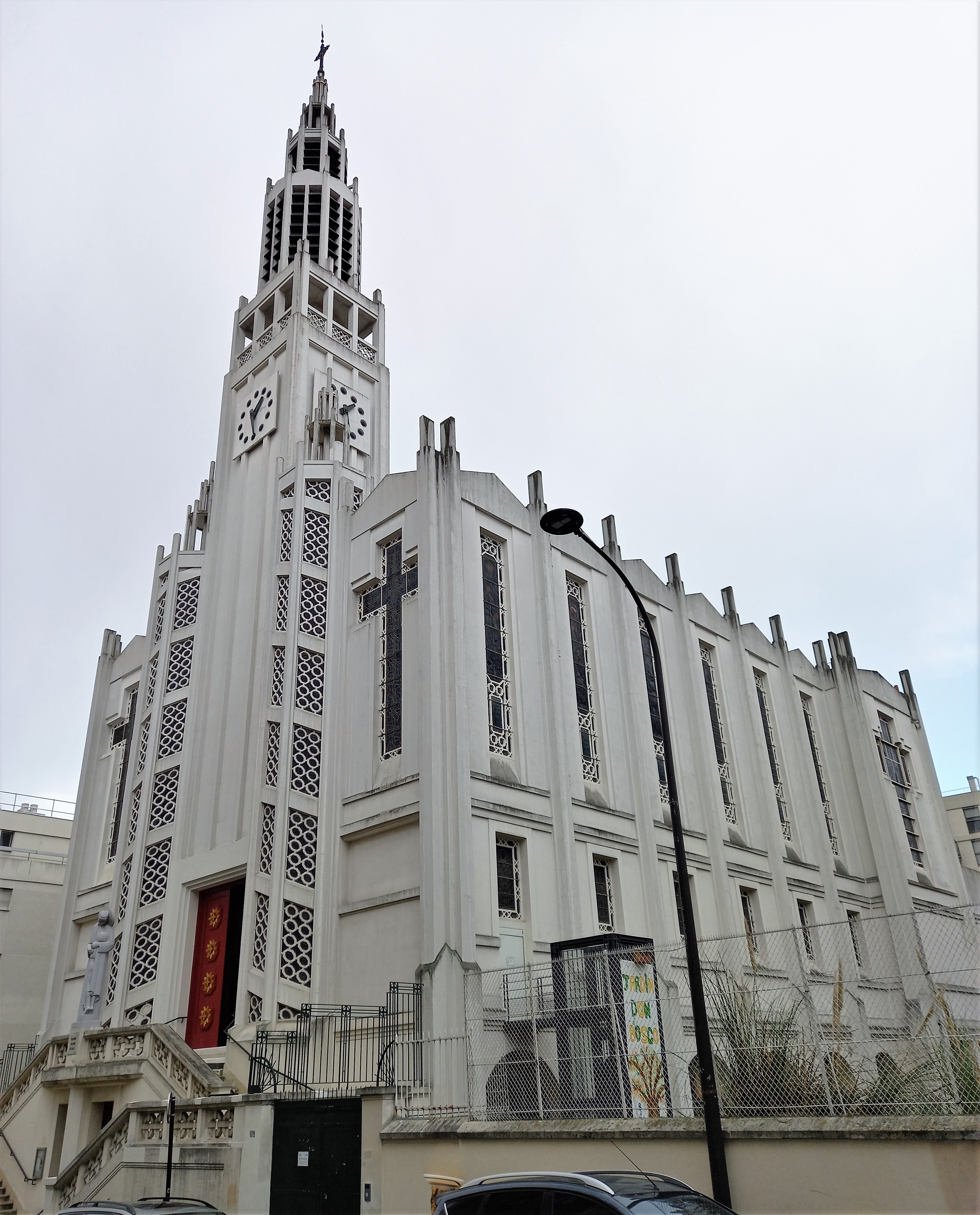
Kirche Saint-Jean-Bosco in Paris

Die Kirche Saint-Jean-Bosco ist eine römisch-katholische Pfarrkirche in Paris. Sie gehört zum Erzbistum Paris und befindet sich mit der Hausnummer 79 in der rue Alexandre-Dumas im 20. Arrondissement von Paris. Sie ist dem Gründer der Salesianer Don Boscos geweiht. Die Kirche ist seit 2001 ein geschütztes Baudenkmal (Monument historique).

## Beschreibung

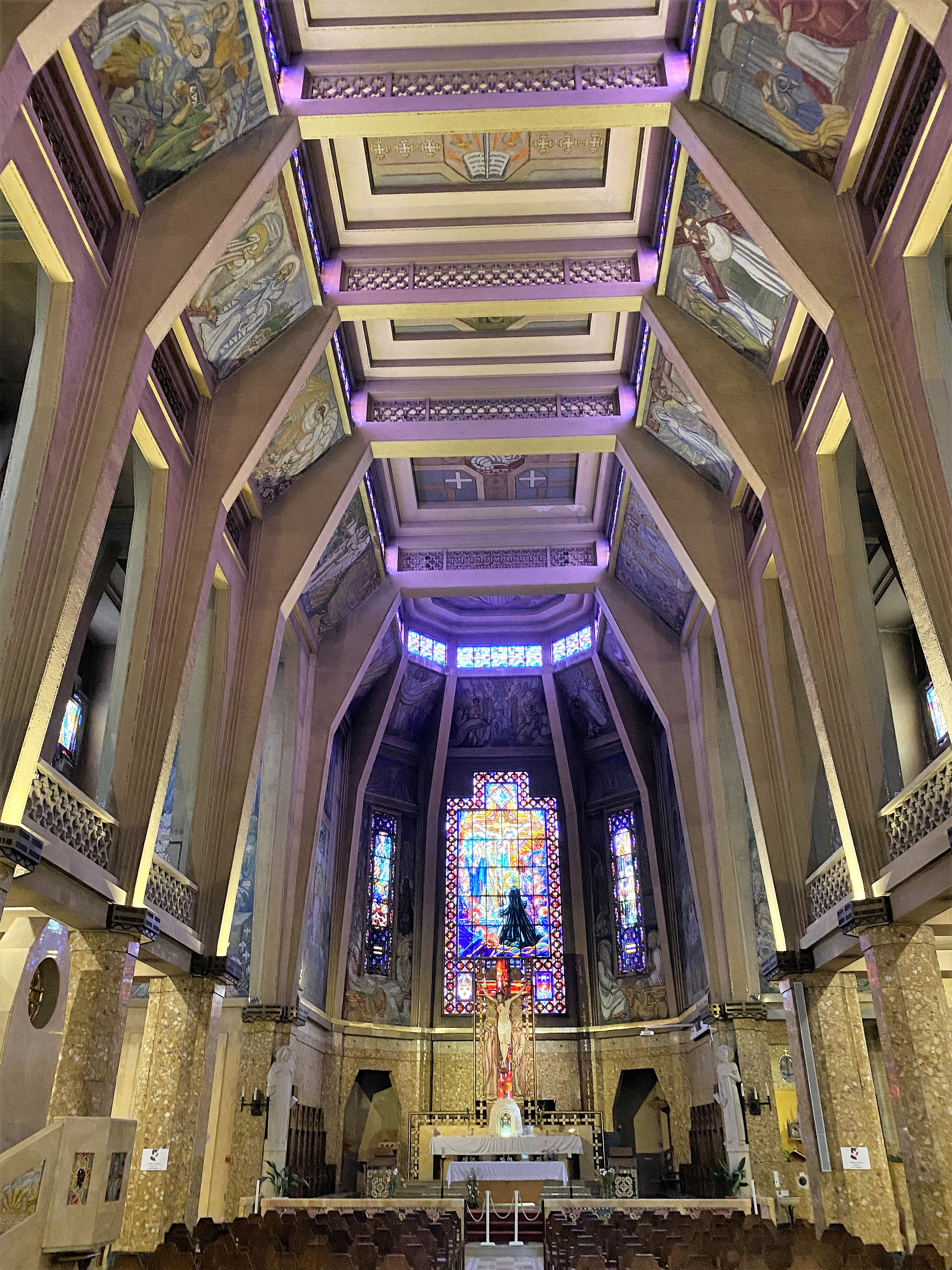
Innenansicht der Kirche

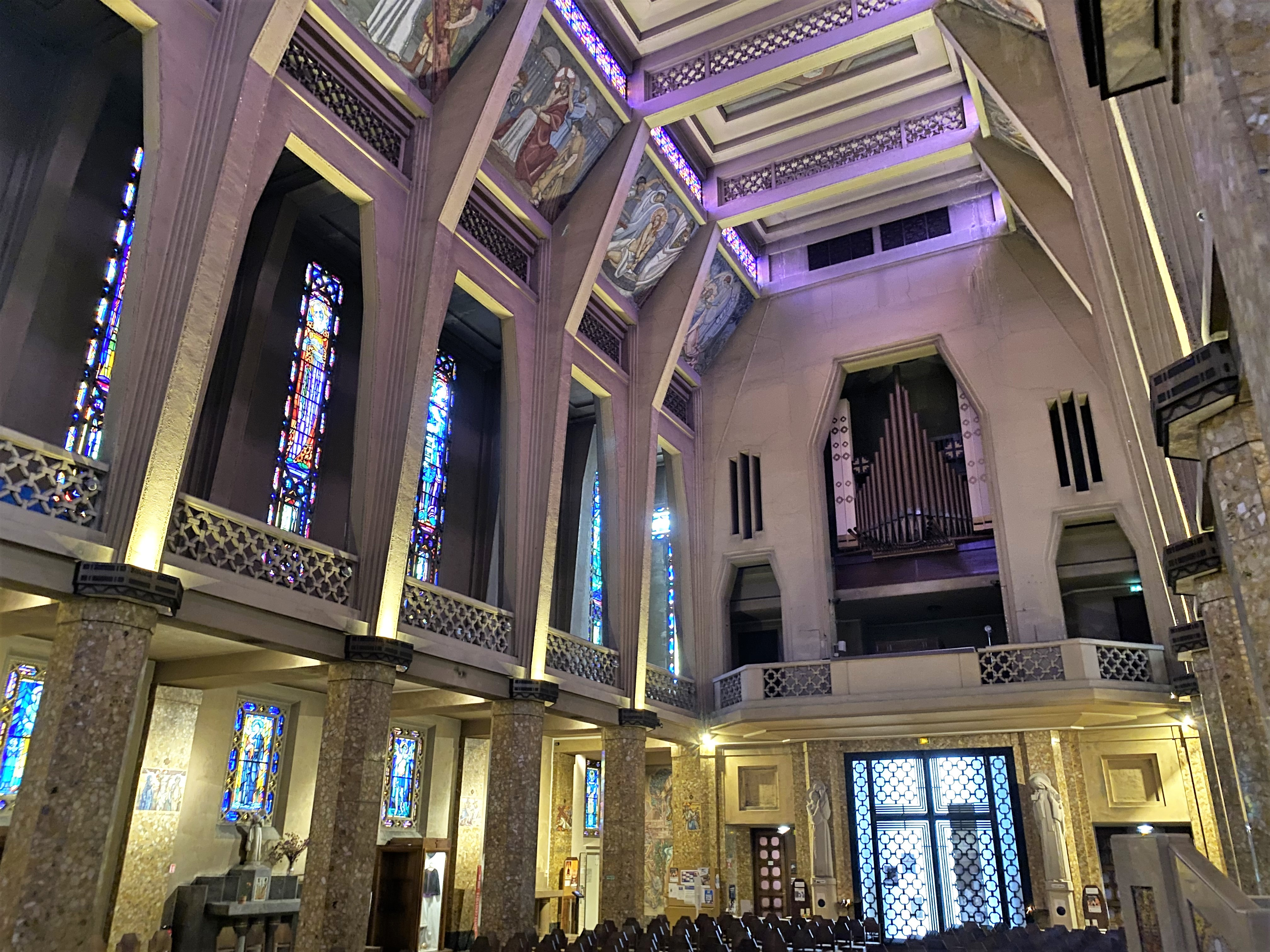
Blick Richtung Orgelempore

Die Kirche wurde durch den Architekten Dimitrou Rotter (1878–1938) und seinen Sohn René Rotter von 1933 bis 1937 im Art-déco-Stil erbaut. Die Segnung des Grundsteins erfolgte im März 1933 durch Kardinal Jean Verdier, die Fertigstellung am 10. Oktober 1937. Die zugehörige Pfarrei wurde am 20. Februar 1938 errichtet und wird von der Ordensgemeinschaft der Salesianer Don Boscos versorgt.
Das Kirchenäußere besteht aus Stahlbeton, vollständig mit einem weißen Überzug bedeckt. Die Kirche ist 60 Meter hoch.
Die Ornamentik und der Kreuzweg stammen aus dem Atelier der Gebrüder Mauméjean. Die Fenster fertigten Jean Gaudin und Antoine Bessac. Die Skulpturen wurden hergestellt durch George Sarrez, die Schmiedearbeiten schuf Raymond Subes.
Kardinal Verdier wurde auf einem Mosaik verewigt.

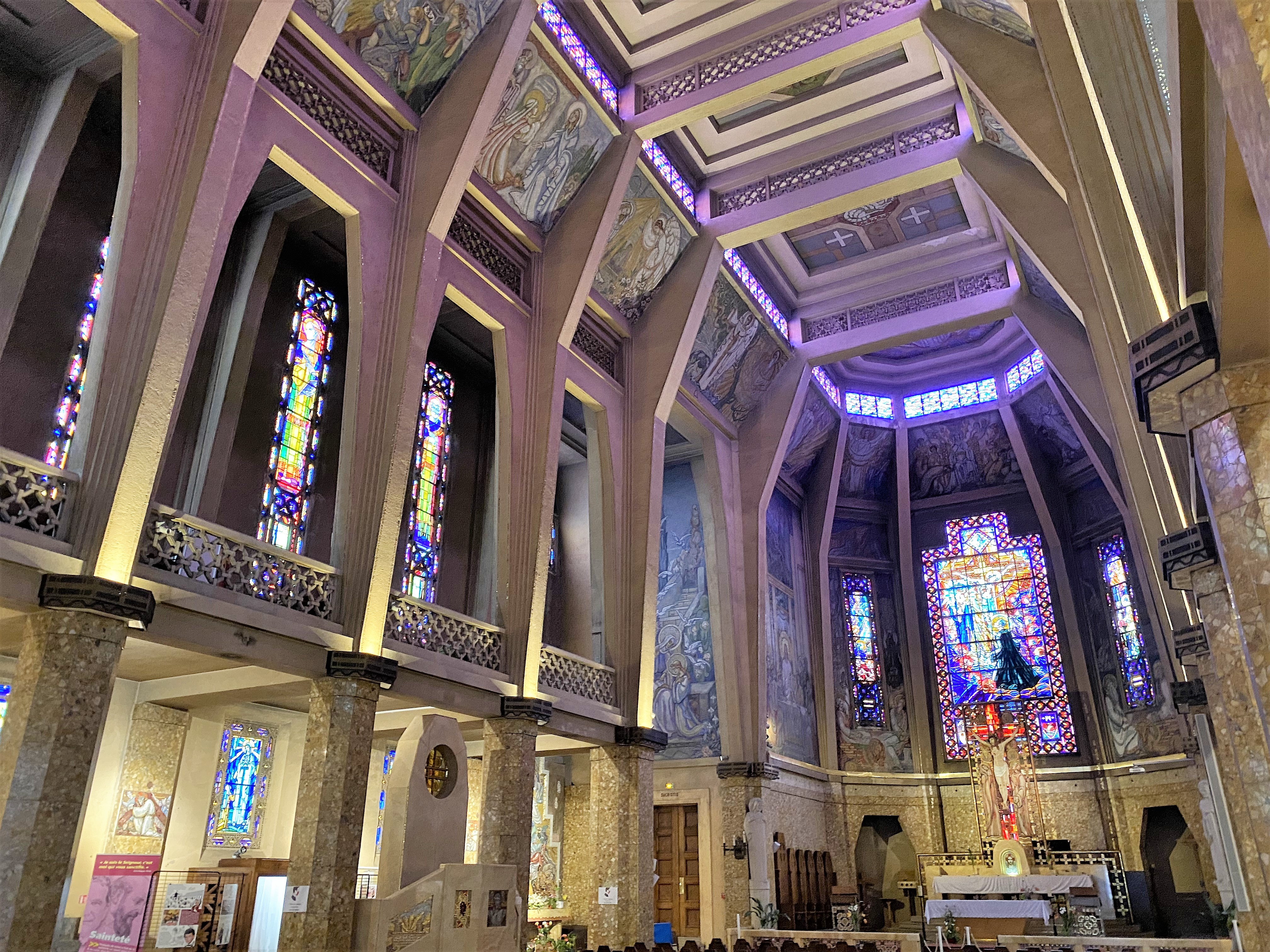
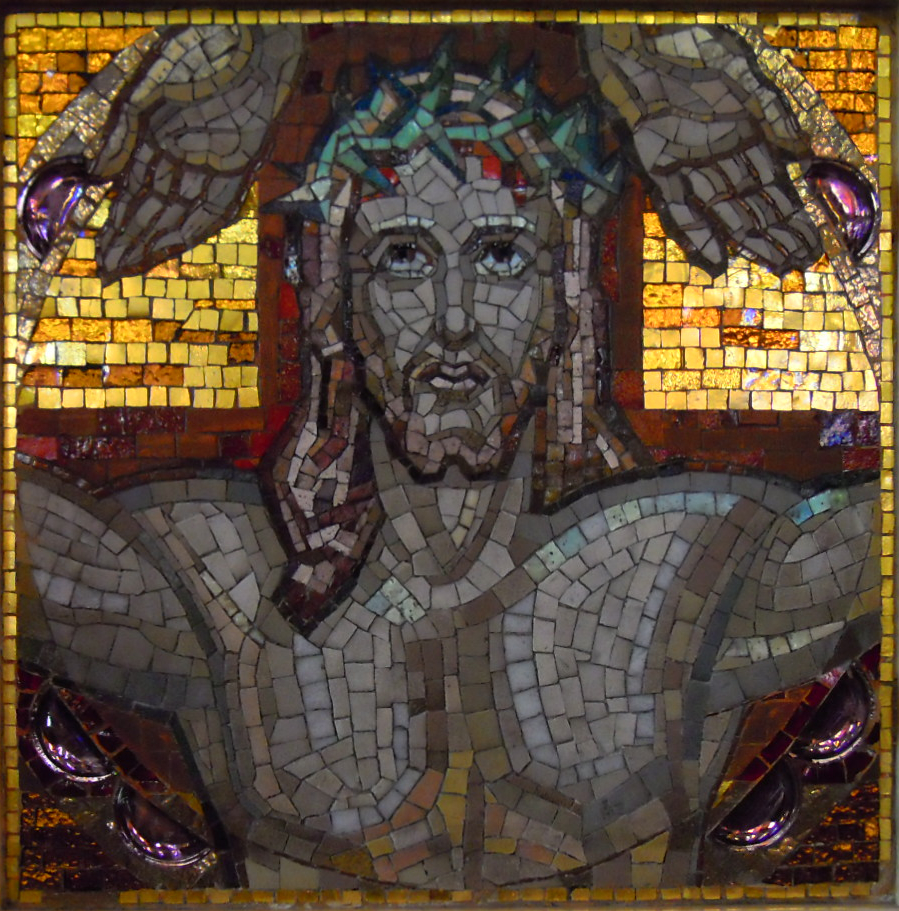
Christus-Mosaik
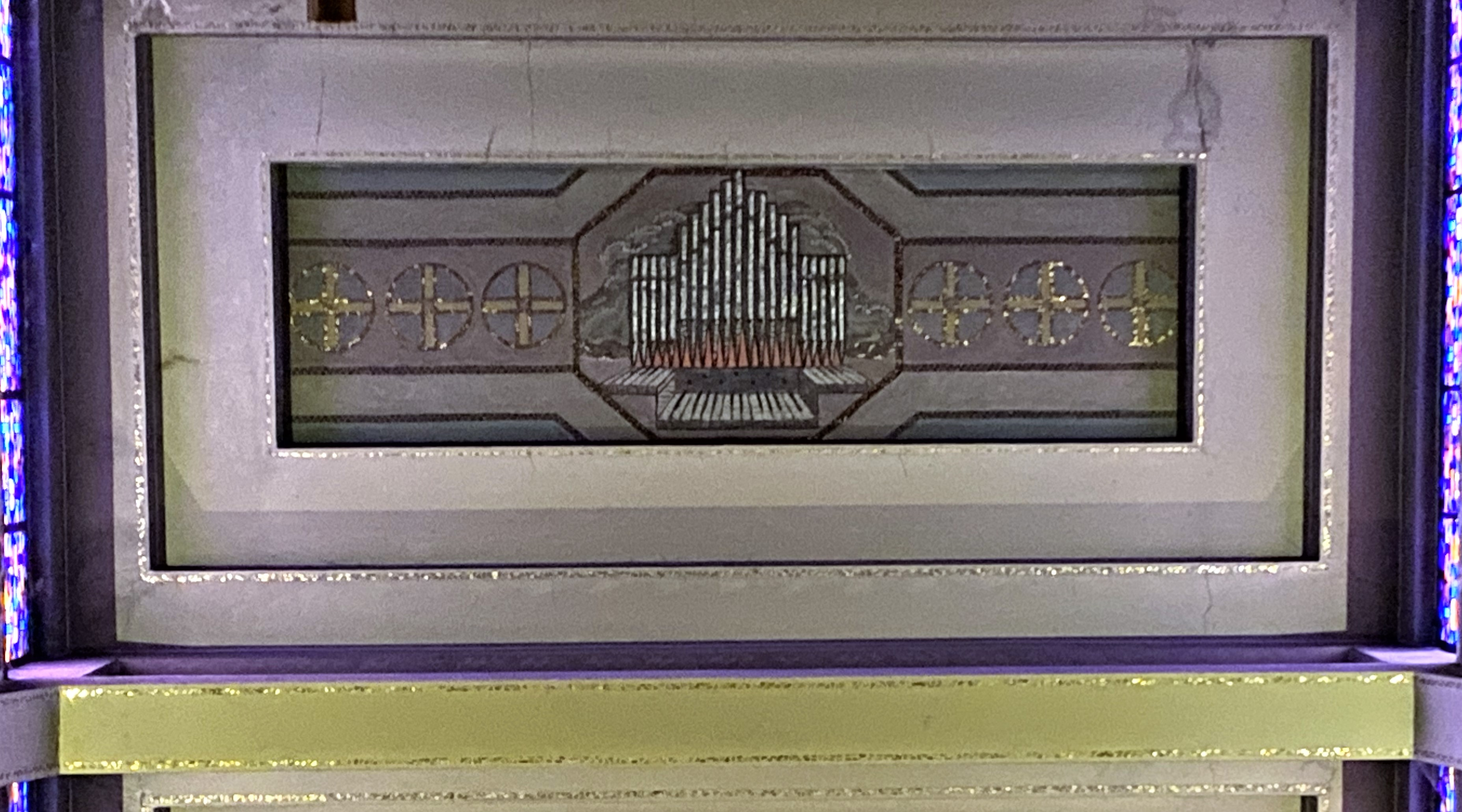
Orgel-Mosaik

## Orgel

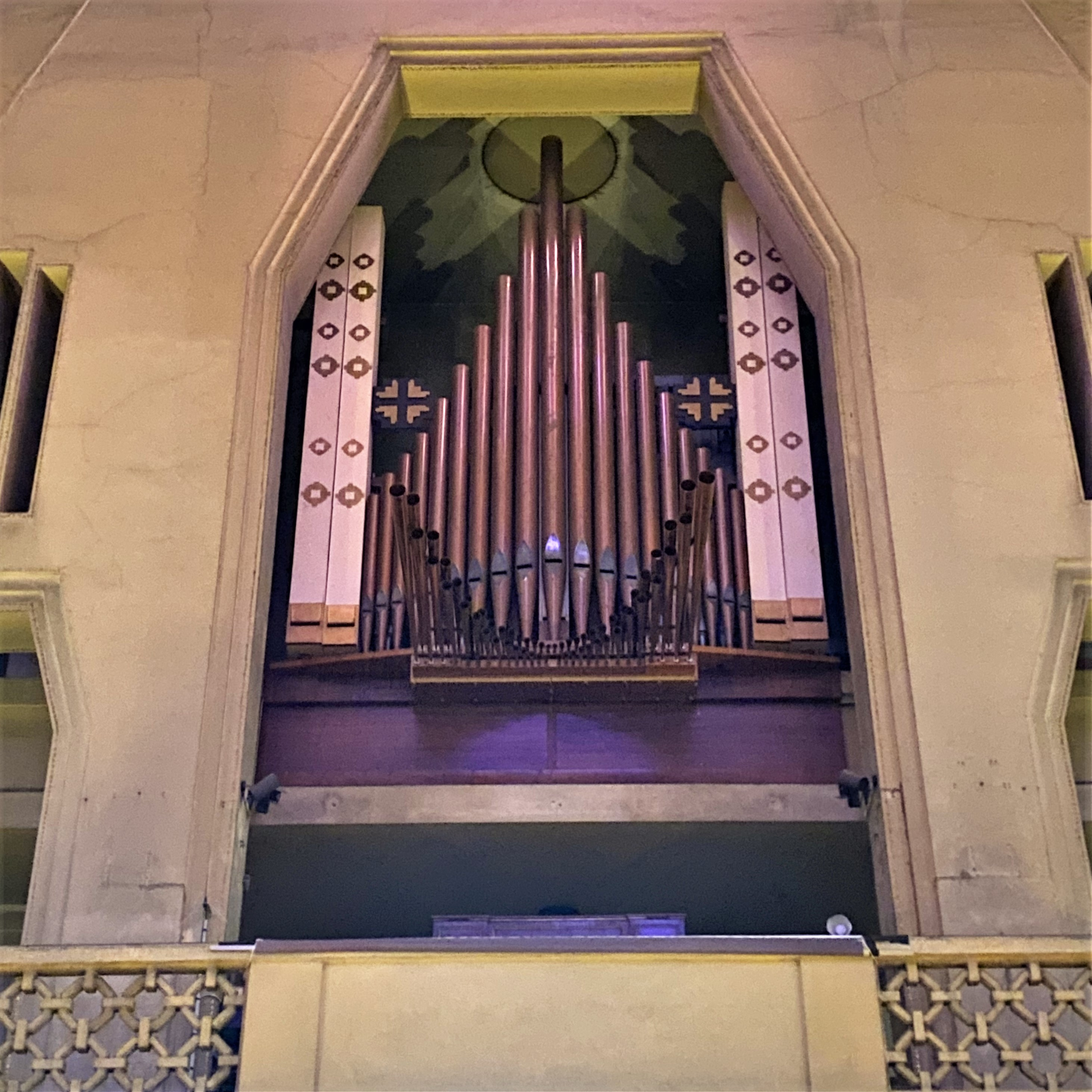
Dargassies-Orgel

Die Orgel wurde 1991 von der Orgelbaufirma Dargassies erbaut. Das Instrument hat 29 Register auf zwei Manualwerken und Pedal. Die Trakturen sind elektrisch.
| I Grand Orgue C–g3 |                  |     |
| 1.                 | Montre           | 16′ |
| 2.                 | Bourdon          | 16′ |
| 3.                 | Montre           | 8′  |
| 4.                 | Bourdon          | 8′  |
| 5.                 | Flûte harmonique | 8′  |
| 6.                 | Dulciane         | 8′  |
| 7.                 | Prestant         | 4′  |
| 8.                 | Doublette        | 2′  |
| 9.                 | Plein-Jeu IV     |     |
| 10.                | Chamade          | 8′  |

| II Récit expressif C–g3 |                 |     |
| 11.                     | Diapason        | 8′  |
| 12.                     | Cor de nuit     | 8′  |
| 13.                     | Gambe           | 8′  |
| 14.                     | Voix céleste    | 8′  |
| 15.                     | Flûte à fuseau  | 4′  |
| 16.                     | Flûte           | 2′  |
| 17.                     | Sesquialtera II |     |
| 18.                     | Basson          | 16′ |
| 19.                     | Trompette       | 8′  |
| 20.                     | Hautbois        | 8′  |
| 21.                     | Chamade         | 8′  |
| 22.                     | Soprano         | 4′  |
|                         | Tremolo         |     |

| Pédale C–f1 |           |     |
| 23.         | Soubasse  | 32′ |
| 24.         | Soubasse  | 16′ |
| 25.         | Principal | 16′ |
| 26.         | Basse     | 8′  |
| 27.         | Octave    | 4′  |
| 28.         | Flûte     | 4′  |
| 29.         | Basson    | 16′ |

- Koppeln: I/I (auch als Superoktavkoppel), II/I (auch als Sub- und Superoktavkoppeln), I/P, II/P.